# 查塔姆群島標準時區
查塔姆群島標準時區（英語：Chatham Standard Time Zone）是一個地理區域，當地時間比協調世界時（UTC）快12小時45分鐘（即 UTC+12:45）。
查塔姆標準時區僅在紐西蘭查塔姆群島使用，查塔姆群島位於南太平洋，南緯43°53′54″，西經176°31′44″。
查塔姆標準時區是世界上僅有的三個和協調世界時相差45分鐘時間的時區之一，另外兩個分別是尼泊爾標準時間（UTC+05:45）以及澳大利亞中西部標準時間（UTC+08:45）。
該地夏季實行夏令時，時鐘提前一小時。查塔姆夏令時比協調世界時早13小時45分鐘，比紐西蘭夏令時早45分鐘。目前夏令時從9月最後一個星期日的2:45開始，到4月第一個星期日的3:45結束。

## 立法
根據《1974年時間法》（Time Act 1974，1974年第39號）第3條和第4條規定，查塔姆群島的時間比紐西蘭早45分鐘。.

## 外部連結
- 查塔姆群島當地時間，timeanddate.com （页面存档备份，存于）

43°53′54″S 176°31′44″W / 43.89833°S 176.52889°W